# Us3
Gli Us3 sono un gruppo musicale jazz rap britannico, fondato a Londra nel 1991.
Il loro pezzo più noto è Cantaloop (Flip Fantasia) realizzato campionando il brano jazz '"Cantaloupe Island"' di Herbie Hancock.

## Discografia

### Album in studio
- 1993 – Hand On the Torch
- 1997 – Broadway & 52nd
- 2001 – An Ordinary Day in an Unusual Place
- 2004 – Questions
- 2006 – Schizophonic
- 2007 – Say What!?
- 2009 – Stop. Think. Run.
- 2011 – Lie, Cheat & Steal
- 2013 – The Third Way

### Singoli
- 1992 – Cantaloop (Flip Fantasia)
- 1993 – Tukka Yoot's Riddim
- 1993 – Cantaloop (Flip Fantasia) (riedizione Regno Unito)
- 1994 – I Got It Goin' On
- 1994 – Eleven Long Years
- 1997 – Come on Everybody (Get Down)
- 1997 – I'm Thinking About Your Body
- 2001 – You Can't Hold Me Down
- 2002 – Get Out
- 2007 – Say You Belong To Me